# 城东街道 (永济市)
城东街道，是中华人民共和国山西省运城市永济市下辖的一个乡镇级行政单位。

## 行政区划
城东街道下辖以下地区：
杏南社区、杏北社区、东环社区、铝电社区、四冯村、孙李村、榆林村、赵坊村、马铺头村、吴村、干樊村、新街村、郭李村、孙常村、平壕村、王朔村、候孟村、南郭村、南郭沟村和荣盛庄村。